# Vinaceite
Vinaceite este o localitate în comarca Bajo Martín, în provincia Teruel și comunitatea Aragon. Are o populatie de 301 de locuitori. (2011).